# Elementarladning
Elementarladningen (symbol: {\displaystyle e}) er en naturkonstant, der betegner den numeriske værdi af ladningen af en proton eller en elektron. Da elementarladningen er konstant, benyttes den også som generel enhed for ladning – fx kan man sige, at en alfapartikel bærer ladningen {\displaystyle 2e}. Alle frie partikler bærer en ladning, som er et helt multiplum af elementarladningen. Kun kvarker har ladninger, som er enten {\displaystyle -{\tfrac {1}{3}}e} eller {\displaystyle +{\tfrac {2}{3}}e}.
Elementarladningen er defineret som
{\displaystyle e=1,602{\text{ }}176{\text{ }}634\cdot 10^{-19}{\text{ C}}}
i SI-enheden C.
Denne definition blev indført d. 20. maj 2019, hvilket er beskrevet i artiklen om Coulomb.
Før da var den anbefalede værdi:
{\displaystyle e=1,602{\text{ }}176{\text{ }}565(35)\cdot 10^{-19}{\text{ C}}}

## Historie
I starten af det 20. århundrede arbejde flere af tidens store fysikere (bl.a. Max Planck, Ernest Rutherford og Hans Geiger) på at bestemme elementarladningen nøjagtigt, men det er den amerikanske fysiker Robert Millikan, som man i dag oftest forbinder med bestemmelse af størrelsen på elementarladningen. Fra ca. 1907 til 1913 udførte Millikan eksperimenter, hvor han lod ladede oliedråber falde i et elektrisk felt. Herved kunne Millikan bestemme værdien af {\displaystyle e} til {\displaystyle (1,592\pm 0,003)\cdot 10^{-19}{\text{ C}}}, hvilket er ca. 0,6 % fra den nuværende definition.
Robert Millikan fik Nobelprisen i fysik i 1923
| Citat | for hans arbejde med den elementare elektriske ladning og med den fotoelektriske effekt. | Citat |
|       |                                                                                          |       |